# Краслава (район)
Краслава (на латвийски: Krāslavas rajons) е район в най-югоизточната част на Латвия. Административен център е град Краслава. Населението на района е 36 636 души, а територията е 2285 km2. Районът граничи с Резекне и Лудза на север, Даугавпилс на запад, Преили на северозапад и Беларус на юг.

## Градове
- Дагда
- Краслава

### Други населени места
| - Андрупене - Андзели - Асуне - Аулея - Берзини - Гравери - Дагда (епархия) - Езерниеки - Индра - Извалта - Калниеши - Каплава |  | - Кастулина - Комбули - Константинова - Краслава - Кепова - Пиедруя - Робежниеки - Скаиста - Сварини - Удриши - Шкауне - Шкелтова |